# Евріт
Еврі́т (грец. Ευρυτος) — міфічний владар міста Ехалії, яке в історичний час ототожнювалося з різними містами Греції. Евріт обіцяв віддати свою дочку за того, хто переможе його в стрільбі з лука. За Аполлодором, Геракл, якого Евріт навчав стрільби, переміг свого вчителя, але той не додержав обіцянки. Геракл силою відняв у Евріта доньку Іолу, а його вбив. За іншою версією міфа, Евріта вбив Аполлон за те, що той наважився викликати його на змагання в стрільбі з лука.
Евріт — син Гермеса, аргонавт.
Евріт — син Актора (варіант: Посейдона), небіж Авгія, який разом із своїм братом-близнюком загинув у битві з Гераклом.
Евріт — один із синів Гіппокоона.